# Olivier Hodasava
Olivier Hodasava (né en 1966 à Grenoble) est un auteur de romans français. Ses premières œuvres sont des carnets de voyages virtuels qui se caractérisent par l'utilisation du web comme source d'inspiration.

## Biographie
Olivier Hodasava exerce des activités de directeur artistique dans la presse (Ciel et Espace) et l’édition (éditions Ad Hoc, éditions Moreno), avant de se lancer en tant qu'auteur dans la littérature.
En 2010, il crée un blog intitulé Dreamlands Virtual Tour, dans lequel il publie régulièrement de courtes histoires inspirées de captures d’écran prises avec l’application Google Street View. Son blog est un carnet de voyages imaginaires, rédigé en surfant sur des images capturées aux États-Unis, en Europe, en Asie, en Afrique. En utilisant la cartographie virtuelle de Google Street View, Olivier Hodasava compose des récits et des courtes histoires à partir des photographies et des impressions que lui laissent ses visites virtuelles.
Depuis 2013, il contribue à l'Ouvroir de cartographie potentielle (OuCarPo), un regroupement d'artistes et de créateurs autour de la contrainte volontaire selon les principes des ouvroirs d'x potentiel.
En 2014, il publie Éclats d’Amérique : chroniques d’un voyage virtuel aux éditions Inculte. Reprenant le dispositif développé dans son blog, il écrit un autre récit de voyage imaginaire à travers les cinquante États d'Amérique, sans avoir recours cette fois-ci aux images collectées sur le web,,,,.
En 2016, il publie Janine aux éditions Inculte, un roman s’inspirant de la vie de Françoise Wald, la claviériste du groupe WC3,,.
En 2019, il publie Une ville de papier toujours aux éditions Inculte, un roman sur une ville fictive inventée par un cartographe américain. Ce roman s’inspire de la véritable destinée d’une telle ville de papier : Agloe, dans l'État de New York, utilisée comme copyright trap dans les cartes routières.

## Romans
- Éclats d’Amérique : chroniques d’un voyage virtuel, Inculte, coll. « temps », 2014, 488 pages (ISBN 979-10-91887-26-7)
- Janine, Paris, Inculte, coll. « dernier », 2016, 111 pages (ISBN 979-10-95086-11-6)
- Une ville de papier, Paris, Inculte, 2019, 135 pages (ISBN 978-2-36084-001-4)